# Oncidium iricolor
Oncidium iricolor är en orkidéart som beskrevs av Heinrich Gustav Reichenbach. Oncidium iricolor ingår i släktet Oncidium och familjen orkidéer. Inga underarter finns listade i Catalogue of Life.